# Героят с хиляди лица
Героят с хиляди лица (на английски: The Hero with a Thousand Faces) е книга по сравнителна митология на американския митолог Джоузеф Кембъл от 1949 г. В нея авторът изследва пътуването на героя – универсален мотив за приключенията, израстването и преобразяването на героя, който може да бъде открит във всички световни митологични традиции. Той също така разглежда космогоничния цикъл, митичния модел на сътворението и разрушението на света.
От публикуването на „Героят с хиляди лица“ до днес широк кръг съвременни творци – писатели, сценаристи, режисьори, журналисти, автори на песни, създатели на компютърни игри и др., използват теорията на Кембъл в своята работа. Най-известният сред тях е Джордж Лукас, който споделя, че трудът на Кембъл е оказал влияние върху създаването на Междузвездни войни.
През 2011 г. сп. Time включва книгата в своята класация на 100-те най-добри и най-влиятелни книги, написани на английски от създаването на списанието през 1923 г. На български език книгата е издадена от изд. Елементи в края на 2017 г. под редакцията на доц. д-р Огнян Ковачев.

## Резюме
Кембъл излага теорията, че множество централни митове от различни култури, оцелели в продължение на хилядолетия, имат една и съща основна структура, която той нарича мономит. Един популярен цитат от пролога на Героят с хиляди лица обобщава конструкцията на мономита:
Героят дръзва да напусне света на ежедневието и да навлезе в царството на свръхестествените чудеса – там се сблъсква с фантастични сили и печели решителна победа – героят се завръща от това мистериозно приключение със силата да дари благодат на своите събратя.
Кембъл описва няколко етапи в това пътуване. Героят тръгва от обикновения свят и бива призован да премине в един необикновен свят, в който властват странни сили и се случват необичайни събития (повик за приключение). Ако последва повика и влезе в този чудат свят, той трябва да се справи с различни задачи и трудности (път на изпитания), изправяйки се срещу тях сам или с помощници. В най-напрегнатия момент героят трябва да премине през сурово изпитание и ако оцелее, получава голяма награда (върховния дар), което често води до постигането на важно себепознание. След това той трябва да реши дали да се върне в обикновения свят с този дар (завръщане), като често по пътя обратно среща нови изпитания. Ако успее да се завърне, дарът може да бъде използван за това да направи неговия свят по-добър.
Малко митове съдържат всичките етапи – някои съдържат голяма част, други само няколко; при някои фокусът може да е върху един-единствен етап, а при други те да са представени в различен ред. Етапите са групирани в три блока: отпътуване (понякога наричан раздяла), посвещаване и завръщане. Отпътуването разглежда как героят поема на път, посвещаването разказва за различните приключения по време на пътуването, а завръщането разкрива обратния път до дома с придобитите знание и сила.
Класическите примери на мономита, върху които се опират както Кембъл, така и други учени, включват легендите за Озирис, Прометей, Буда, Мойсей, Мохамед и Исус, макар Кембъл да цитира и много други истории от различни култури, изградени върху същата основна структура.

## Влияния при написването на книгата
При развиването на своя модел за пътуването на героя Кембъл използва трудовете на теоретици от началото на XX в., сред които Фройд (главно едиповия комплекс), Карл Юнг (архетипните фигури и колективното несъзнавано) и Арнолд ван Женеп (трите етапа на обредите на преминаването, които при Кембъл стават отпътуване, посвещаване и завръщане). Той също така се опира на съчиненията на етнографите Джеймс Джордж Фрейзър и Франц Боас и психолога Ото Ранк.
Кембъл нарича това пътуване на героя мономит. Той е изтъкнат изследовател на творчеството на Джеймс Джойс (през 1944 г. публикува A Skeleton Key to Finnegans Wake в съавторство с Хенри Мортън Робинсън) и заема термина мономит от Бдение над Финеган. Освен това Одисей на Джойс оказва силно влияние върху изграждането на структурата на Героят с хиляди лица.

## Издания
Книгата е издадена за първи път през 1949 г. и е преработена от Кембъл през 1968, като е преиздавана няколко пъти. След излизането на Междузвездни войни през 1977 г. няколко издания излизат със снимка на Марк Хамил в ролята на Люк Скайуокър на корицата.
На корицата на българското издание от 2017 г. е изобразен бронзов шлем-маска от I в., открит в местността Чаталка, Старозагорско, който се съхранява в Регионалния исторически музей в Стара Загора.
Днес творчеството на Кембъл се съхранява и опазва от Фондация „Джоузеф Кембъл“, която издава Събраните съчинения на Джоузеф Кембъл, популяризира и продължава неговия труд чрез изследвания в полето на митологията и сравнителното религиознание.
Героят с хиляди лица е издадена на над двадесет езика, включително испански, португалски, френски, немски, италиански, японски, корейски, китайски, турски, холандски, гръцки, датски, норвежки, персийки, български, полски, чешки, хърватски, сръбски, словенски, руски, унгарски и иврит и е продадена в над един милион копия по целия свят.

## Влияние върху други творци
Героят с хиляди лица повлиява редица кинотворци, музиканти, писатели и поети, сред които Боб Дилън, Джордж Лукас и Джим Морисън.

### В киното
Стенли Кубрик запознава Артър Кларк с Героят с хиляди лица по време на създаването на 2001: Космическа одисея.
Джордж Лукас целенасочено използва теорията за мономита на Кембъл при създаването на филмите от поредицата Междузвездни войни и това е добре документирано. В изданието на DVD на известната поредица телевизионни интервюта на Бил Мойърс с Джоузеф Кембъл, заснета в ранчото на Лукас „Скайуокър“ и излъчена по PBS през 1988 г. под заглавие Силата на мита, Кембъл и Мойърс обсъждат използването на Героят с хиляди лица във филмите на Лукас. Самият Лукас също споделя как трудът на Кембъл е повлиял подхода му към разказването на истории и заснемането на филми.

### В игрите
Дженова Чен, главен дизайнер в Thatgamecompany, цитира „Пътуването на героя“ като главно вдъхновение за играта Journey за PlayStation 3 (2012).
Марк Роузуотър, главен дизайнер на колекционерската игра с карти Magic: The Gathering определя „Пътуването на героя“ като основен фактор на вдъхновение за „The Weatherlight Saga“ – епична история, която се развива от 1997 до 2001 в многобройни комплекти карти за игри, комикси и романи.

### В литературата
Кристофър Воглър, холивудски филмов продуцент и сценарист, написва кратък наръчник за Disney Studios върху Героят с хиляди герои, в който дава насоки как тази теория да бъде използвана като ръководство за писане на сценарии. Този наръчник повлиява създаването на филми като Аладин (1992), Цар Лъв (1994) и Красавицата и звярът (1991). По-късно Воглър разширява наръчника и той се превръща в книгата The Writer's Journey: Mythic Structure For Writers (първо издание 1992 г.), която вдъхновява огромен брой успешни холивудски филми, като се смята, че е използвана при създаването на филмите от поредицата Матрицата.
Писателят Ричард Адамс споделя, че дължи много на труда на Кембъл и най-вече на концепцията за мономита. В своята най-известна творба Хълмът Уотършип Адамс използва цитати от Героят с хиляди лица като епиграми към главите.
Много учени и критици обръщат внимание на факта колко много се доближават до схемата на мономита популярните книги от поредицата Хари Потър на Дж. К. Роулинг.

### В телевизията
Дан Хармън, създател на телевизионен сериал Community заявява, че е използвал мономита като вдъхновение в работата си.
Шестият и последен сезон на „Изгубени“ отдава дължимото на теориите за героя на Кембъл. В един от бонус материалите създателите на сериала обсъждат пътуването на главните персонажи и това как всеки от тях е герой в своята история. Преди отделните откъси на краткия документален филм те цитират Кембъл и след това разясняват конкретния цитат, като разискват различните персонажи.